# Caoimhín Kelleher
Caoimhín Odhrán Kelleher (Cork, Irlanda, 23 de noviembre de 1998) es un futbolista irlandés que juega en la demarcación de portero para el Brentford F. C. de la Premier League de Inglaterra.

## Trayectoria
Tras empezar a formarse como futbolista en el Ringmahon Rangers y posteriormente en el Liverpool F. C., tras cuatro años subió al primer equipo, haciendo su debut el 25 de septiembre de 2019 en la Copa de la Liga contra el Milton Keynes Dons F. C., llegando a jugar la totalidad de los 90 minutos del partido.
El 1 de diciembre de 2020 hizo su debut en la Liga de Campeones de la UEFA en un triunfo por 1-0 ante el A. F. C. Ajax. Cinco días después debutó en la Premier League, convirtiéndose en el tercer portero más joven en la historia del club en dejar la portería a cero en la competición después de no encajar ningún gol en el triunfo ante el Wolverhampton Wanderers F. C.
El 3 de junio de 2025 se confirmó su traspaso desde el Liverpool F. C. al Brentford F. C. por un pago inicial de £12 500 000.

## Selección nacional
El 8 de junio de 2021 debutó con la selección de Irlanda en un amistoso ante Hungría que terminó sin goles.

## Estadísticas

### Clubes
Actualizado al último partido disputado el 6 de abril de 2025.
| Club                                  | Div.          | Temporada     | Liga  | Liga     | Copas nacionales | Copas nacionales | Copas internacionales | Copas internacionales | Total | Total    |
| Club                                  | Div.          | Temporada     | Part. | Goles(1) | Part.            | Goles(1)         | Part.                 | Goles(1)              | Part. | Goles(1) |
| ------------------------------------- | ------------- | ------------- | ----- | -------- | ---------------- | ---------------- | --------------------- | --------------------- | ----- | -------- |
| Liverpool F. C. Inglaterra            | 1.ª           | 2019-20       | 0     | 0        | 4                | 10               | 0                     | 0                     | 4     | 10       |
| Liverpool F. C. Inglaterra            | 1.ª           | 2020-21       | 2     | 1        | 1                | 1                | 2                     | 1                     | 5     | 3        |
| Liverpool F. C. Inglaterra            | 1.ª           | 2021-22       | 2     | 2        | 6                | 5                | 0                     | 0                     | 8     | 7        |
| Liverpool F. C. Inglaterra            | 1.ª           | 2022-23       | 1     | 4        | 3                | 3                | 0                     | 0                     | 4     | 7        |
| Liverpool F. C. Inglaterra            | 1.ª           | 2023-24       | 10    | 11       | 8                | 9                | 8                     | 12                    | 26    | 32       |
| Liverpool F. C. Inglaterra            | 1.ª           | 2024-25       | 10    | 12       | 6                | 4                | 4                     | 3                     | 20    | 19       |
| Liverpool F. C. Inglaterra            | Total club    | Total club    | 25    | 30       | 28               | 32               | 14                    | 16                    | 67    | 78       |
| Total carrera                         | Total carrera | Total carrera | 25    | 30       | 28               | 32               | 14                    | 16                    | 67    | 78       |
| (1) Hace referencia a goles encajados |               |               |       |          |                  |                  |                       |                       |       |          |

## Palmarés

### Campeonatos nacionales
| Título           | Club            | País       | Año     |
| ---------------- | --------------- | ---------- | ------- |
| Premier League   | Liverpool F. C. | Inglaterra | 2019-20 |
| Copa de la Liga  | Liverpool F. C. | Inglaterra | 2021-22 |
| FA Cup           | Liverpool F. C. | Inglaterra | 2021-22 |
| Community Shield | Liverpool F. C. | Inglaterra | 2022    |
| Copa de la Liga  | Liverpool F. C. | Inglaterra | 2023-24 |
| Premier League   | Liverpool F. C. | Inglaterra | 2024-25 |

### Campeonatos internacionales
| Título                       | Club            | Sede     | Año     |
| ---------------------------- | --------------- | -------- | ------- |
| Liga de Campeones de la UEFA | Liverpool F. C. | Madrid   | 2018-19 |
| Supercopa de Europa          | Liverpool F. C. | Estambul | 2019    |